# Číslo jednací
Číslo jednací (zkracováno č. j., čj.) je jednoznačný identifikátor dokumentu. Konkrétní konstruování čj. bylo historicky a i dnes je napříč různými úřady značně odlišné. Současná česká legislativa pro spisovou službu požaduje, aby bylo v čj. uvedeno označení původce (i zkratkou), pořadové číslo dokumentu a období, ke kterému se pořadové číslo vztahuje, jinak ponechává volnost. Odlišná je situace u soudů, kde tvorba čj. vychází ze spisové značky.
Vznik čísla jednacího lze spojit s potřebou spisové služby spravovat akty, které se (v českém prostředí) plně prosazují v 16. století, pevnou podobu získává užívání čj. po josefínských reformách v 80. letech 18. století. Zde se již plně prosazuje exhibitní protokol, do kterého jsou v chronologické řadě zapisována pořadová čísla přijatých dokumentů. Pro další vývoj čj. je důležitá praxe vzniku nových spisů, nejprve se tak dělo pomocí tzv. priorace, kdy se k novému dokumentu dohledávají starší ve stejné věci, tyto se postupně spojují a evidují se vždy podle dokumentu nejnovějšího. Záhy se ukázalo, že tato praxe je nedostačující a v 19. století proběhlo několik kancelářských reforem, které vesměs nebyly účinné, pouze v praxi justičních úřadů došlo na konci 19. století k jejich uplatnění – zde hned na základě podání vzniká spis s jednoznačným identifikátorem (spisová značka) a dokumenty potom dostávaly čj. skládající se z sp. zn. a pořadového čísla v rámci spisu (později začaly být číslovány listy). Již při těchto reformách se v terminologii spisové služby ve veřejné správě objevuje tzv. sběrný arch umožňující skládání spisů obdobně jako v justiční správě (sběrný arch je označen čj. prvního dokumentu do něho vloženého a další dokumenty se do archu vkládají, aniž by se číslo měnilo), nicméně ani tehdy ani později (vzhledem k narušení kontinuity vývoje v druhé pol. 20. století) se nepodařilo tento model prosadit do praxe. Teprve v posledních letech se veřejná správa řešení jako aktuální problém, který ze dvou modelů využít (platí, že priorace je vhodnější pro menší kanceláře, kde spis tvoří jeden či několik málo dokumentů, větší využijí s užitkem sběrného archu).